# Дараа, Абдельали
Абдельали Дараа (араб. عبد العالي درعة‎; род. 25 апреля 1990, Касабланка, Касабланка) — марокканский боксёр, представитель наилегчайших весовых категорий. Выступал за национальную сборную Марокко по боксу в 2010—2018 годах, бронзовый призёр Средиземноморских игр, победитель и призёр многих турниров международного значения, участник летних Олимпийских игр в Лондоне.

## Биография
Абдельали Дараа родился 25 апреля 1990 года в Касабланке, Марокко.
Первого серьёзного успеха на взрослом международном уровне добился в сезоне 2010 года, когда вошёл в состав марокканской национальной сборной и выступил на домашнем международном турнире «Мухаммед VI Трофи» в Марракеше, где стал бронзовым призёром в зачёте первой наилегчайшей весовой категории. Также в этом сезоне отметился выступлением на Африканском кубке наций в Алжире, выиграв здесь у местного алжирского боксёра Фахема Хаммаши.
В 2011 году взял бронзу на Мемориале Иштвана Бочкаи в Дебрецене, уступив на стадии полуфиналов россиянину Давиду Айрапетяну, стал бронзовым призёром на арабском чемпионате в Дохе, дошёл до четвертьфинала на Мемориале Николая Мангера в Херсоне, завоевал серебряную медаль на чемпионате Африки в Яунде, выступил на Всемирных военных играх в Рио-де-Жанейро, на Панарабских играх в Дохе и на чемпионате мира в Баку, где в 1/16 финала был побеждён азербайджанцем Салманом Ализаде.
В 2012 году боксировал на Мемориале Иштвана Бочкаи в Дебрецене, получил бронзу на международном турнире Gee-Bee в Хельсинки. На Африканском олимпийском квалификационном турнире в Касабланке сумел дойти до финала, выиграв у всех соперников по турнирной сетке кроме алжирца Мохамеда Флисси — тем самым удостоился права защищать честь страны на летних Олимпийских играх в Лондоне. На Играх, однако, уже в стартовом поединке категории до 49 кг со счётом 10:13 потерпел поражение от камерунца Томаса Эссомбы и сразу же выбыл из борьбы за медали.
После лондонской Олимпиады Дараа остался в составе боксёрской команды Марокко и продолжил принимать участие в крупнейших международных турнирах. Так, в 2013 году в наилегчайшем весе он побывал на Средиземноморских играх в Мерсине, откуда привёз награду бронзового достоинства — на стадии полуфиналов уступил итальянцу Винченцо Пикарди.
В 2014 году стал серебряным призёром на чемпионате мира среди военнослужащих CISM в Алма-Ате, взял бронзу на Африканском кубке наций в Ист-Лондоне.
В 2015 году одержал победу на Африканском военном чемпионате в Тунисе, выиграл бронзовую медаль на Всемирных военных играх в Йонджу, принял участие в Кубке мира нефтедобывающих стран в Ханты-Мансийске.
Начиная с 2016 года регулярно представлял марокканскую команду Morocco Atlas Lions в матчевых встречах полупрофессиональной лиги World Series of Boxing.
В 2017 году, помимо прочего, стал серебряным призёром на Играх исламской солидарности в Баку, дошёл до четвертьфинала на чемпионате Африки в Браззавиле, выступил на мировом первенстве в Гамбурге.
В 2018 году добавил в послужной список бронзовую награду, полученную на африканском военном чемпионате в Алжире.